# Хессе Руїз
Хессе Пруденте Руїз Флорес (ісп. Jesse Prudente Ruíz Flores; нар. 31 липня 1985, Орандж, штат Каліфорнія, США) — мексиканський борець вільного стилю, срібний та дворазовий бронзовий призер Панамериканських чемпіонатів, бронзовий призер Панамериканських ігор, триразовий срібний призер Центральноамериканських і Карибських ігор, учасник Олімпійських ігор.

## Біографія
Боротьбою почав займатися з 2001 року.

## Спортивні результати на міжнародних змаганнях

### Виступи на Олімпіадах
| Змагання                    | Збірна  | Вагова категорія | Місце |
| --------------------------- | ------- | ---------------- | ----- |
| Літні Олімпійські ігри 2012 | Мексика | 120 кг           | 18    |

### Виступи на Чемпіонатах світу
| Змагання                        | Збірна  | Вагова категорія | Місце |
| ------------------------------- | ------- | ---------------- | ----- |
| Чемпіонат світу з боротьби 2013 | Мексика | 120 кг           | 19    |
| Чемпіонат світу з боротьби 2014 | Мексика | 97 кг            | 29    |

### Виступи на Панамериканських чемпіонатах
| Змагання                                   | Збірна  | Вагова категорія | Місце  |
| ------------------------------------------ | ------- | ---------------- | ------ |
| Панамериканський чемпіонат з боротьби 2010 | Мексика | 120 кг           | Срібло |
| Панамериканський чемпіонат з боротьби 2011 | Мексика | 120 кг           | 7      |
| Панамериканський чемпіонат з боротьби 2012 | Мексика | 120 кг           | 5      |
| Панамериканський чемпіонат з боротьби 2013 | Мексика | 120 кг           | Бронза |
| Панамериканський чемпіонат з боротьби 2016 | Мексика | 125 кг           | Бронза |
| Панамериканський чемпіонат з боротьби 2017 | Мексика | 125 кг           | 5      |

### Виступи на Панамериканських іграх
| Змагання                  | Збірна  | Вагова категорія | Місце  |
| ------------------------- | ------- | ---------------- | ------ |
| Панамериканські ігри 2011 | Мексика | 120 кг           | 8      |
| Панамериканські ігри 2015 | Мексика | 97 кг            | Бронза |

### Центральноамериканських і Карибських іграх
| Змагання                                                | Збірна  | Вагова категорія | Місце  |
| ------------------------------------------------------- | ------- | ---------------- | ------ |
| Центральноамериканські і Карибські ігри 2010            | Мексика | 120 кг           | Срібло |
| Центральноамериканські і Карибські ігри 2014 (Сан-Хуан) | Мексика | 97 кг            | Срібло |
| Центральноамериканські і Карибські ігри 2014 (Веракруз) | Мексика | 97 кг            | Срібло |

### Виступи на інших змаганнях
| Змагання                                                                       | Збірна  | Вагова категорія | Місце  |
| ------------------------------------------------------------------------------ | ------- | ---------------- | ------ |
| Гран-прі Німеччини з боротьби 2010                                             | Мексика | 120 кг           | Бронза |
| Олімпійський кваліфікаційний турнір з вільної боротьби 2012 (Кіссіммі-Орландо) | Мексика | 120 кг           | Срібло |
| Гран-прі Іспанії з боротьби 2012                                               | Мексика | 120 кг           | 5      |
| Гран-прі Німеччини з боротьби 2014                                             | Мексика | 97 кг            | 8      |
| Гран-прі Іспанії з боротьби 2014                                               | Мексика | 97 кг            | Бронза |
| Меморіал Олега Караваєва 2014                                                  | Мексика | 97 кг            | Бронза |
| Міжнародний турнір пам'яті Білла Фарелла 2014                                  | Мексика | 97 кг            | 4      |
| Олімпійський кваліфікаційний турнір з вільної боротьби 2016 (Фріско)           | Мексика | 125 кг           | Бронза |
| Олімпійський кваліфікаційний турнір з вільної боротьби 2016 (Улан-Батор)       | Мексика | 125 кг           | 12     |
| Олімпійський кваліфікаційний турнір з вільної боротьби 2016 (Стамбул)          | Мексика | 125 кг           | 18     |
| Cerro Pelado International 2017                                                | Мексика | 125 кг           | 7      |